# Eagle Station
Eagle Station — це паласитовий метеорит, базовий екземпляр однойменної міні-групи (міні-група «Eagle Station»).
Цей метеорит був знайдений у 1880 році поблизу містечка Іґл Стейшн, округ Керролл, штат Кентуккі (США). Він вперше був описаний Джорджем Фредеріком Кунцом — американським мінералогом — у 1887 році.